# گورستان قدیمی گلزار شهدا
قبرستان قدیمی گلزار شهداء مربوط به سده‌های ۱۳ و ۱۴ ه.ق است و در شهرستان شیراز، بخش زرقان، شهر زرقان، خیابان مطهری، دامنه جنوبی کوه زرقان واقع شده و این اثر در تاریخ ۳۰ بهمن ۱۳۸۶ با شمارهٔ ثبت ۲۰۹۱۲ به‌عنوان یکی از آثار ملی ایران به ثبت رسیده است.